# 住宅用家屋証明書
住宅用家屋証明書（じゅうたくようかおくしょうめいしょ）は、租税特別措置法に基づいて不動産登記にかかる登録免許税の減免を受ける際に、当該家屋が住宅用家屋である旨、すなわち当該減税規定に適合することを証明する、市区町村長発行の証明書。
2020年4月現在、租税特別措置法には、下記の登記に関する減税規定が定められている。なお、ここで「新築」とは、戸建住宅のうち建築主が所有者自身である場合を指す。いわゆる「建売住宅」は新築であっても「未使用」にあたる。
- 住宅用家屋の所有権保存登記(租税特別措置法第72条の2)
- 住宅用家屋の所有権移転登記（取得原因は売買・競落に限る）(租税特別措置法第73条)
- 特定認定長期優良住宅の所有権の所有権保存登記・所有権移転登記(租税特別措置法第74条)
- 認定低炭素住宅の所有権の所有権保存登記・所有権移転登記(租税特別措置法第74条の2)
- 特定の増改築等がされた住宅用家屋の所有権移転登記(租税特別措置法第74条の3)
- 新築・未使用・既使用住宅用家屋の取得・増築等に際して受ける貸付け等に係る抵当権設定登記(租税特別措置法第75条)

## 住宅用家屋
住宅用家屋とは、下記のいずれかに該当する家屋であって、市区町村長の証明を受けたものを指す。この「市区町村長の証明」にあたるものが住宅用家屋証明書である。
- いわゆる戸建住宅であって、専ら所有者個人の住宅として利用されるもののうち、床面積が50m2以上であるもの
- 建築基準法に規定される耐火建築物又は準耐火建築物である区分建物の住宅用の専有部分で、床面積が50m2以上であるもの
- 一団の（1000m2以上の）土地の上に集団的に新築されたいわゆる戸建住宅であって、準耐火建築物に準ずる耐火性能基準に適合するもの

### 既使用住宅用家屋
また、既使用住宅用家屋については、上記1・2番目に該当するものであって（鉄骨造・鉄筋コンクリート造・鉄骨鉄筋コンクリート造の区分建物については、この要件に該当するものとされる。）、さらに以下のいずれかを満たすことが要件に加わる。
- 耐火建築物（鉄骨造・鉄筋コンクリート造・鉄骨鉄筋コンクリート造）については建築後25年以内であるか、国土交通大臣の定める安全性基準に適合すること
- 耐火建築物以外については建築後20年以内であるか、国土交通大臣の定める安全性基準に適合すること

### 特定認定長期優良住宅
特定認定長期優良住宅については、長期優良住宅の普及の促進に関する法律第10条第２号に規定する認定長期優良住宅に該当する住宅用家屋であることとが要件に加わる。

### 認定低炭素住宅
認定低炭素住宅については、都市の低炭素化の促進に関する法律第２条第３項に規定する低炭素建築物（当該低炭素建築物とみなされた特定建築物のうち一定のものを含む。）に該当する住宅用家屋であることが、要件に加わる。

### 特定の増改築等がされた住宅用家屋
宅地建物取引業法第２条第３号に規定する宅地建物取引業者が大規模修繕又は住宅性能向上要件に該当増改築等をした住宅用家屋（特例の適用を受けようとする個人が取得する前２年以内に当該宅地建物取引業者が取得をしたものに限る。）であることが、要件に加わる。

## 証明書の取得
住宅用家屋証明書は、各市区町村役所の建築課・市民税課・資産税課など（市区町村によって窓口が異なる）で取得することができる（手数料は1件につき1000円～1300円前後（市区町村によって異なる））。概ね、次のような書類の提出・提示が求められる。
- 住宅用家屋証明申請書・住宅用家屋証明書（市区町村のホームページから様式がダウンロードできることが多い。）
- 所有者の住民票の写し又は印鑑証明書
- 建築確認済証・（完了）検査済証（（建築確認を要しない地域は工事請負書など））（新築・未使用の場合）
- 建物登記事項証明書（（新築・未使用においては表題登記完了証＋表題登記申請書が無い場合））（新築・未使用・既使用の場合）
- 表題登記完了証＋表題登記申請書（表題登記の申請の際に窓口で言わないと受領証をもらえないらしい）（新築・未使用の場合）
- 家屋未使用証明書（未使用の場合）
- 売買契約書又は譲渡証明書（未使用・既使用の場合）
- 一級建築士、二級建築士又は木造建築士等による耐震基準適合証明書（既使用の場合）
- 一級建築士又は二級建築士等による耐火又は準耐火建築物該当証明書（他の図書から明らかでない場合）
- 入居予定申立書（未入居の場合）

### 住宅用家屋証明書の取得代理人
誰でも代理できるが、有償で行う場合や、無償であっても業として行う場合は、権利に関する登記の添付書類となるため司法書士の独占業務となる。ただし、弁護士は弁護士法第3条に基づき一般の法律事務として、建築士は建築士法第21条に基づき建築に関する手続の代理その他の業務として、有償でも業としても行うことができる。また、土地家屋調査士は平成5年9月29日民三第6361号民事局長通達で認められている所有権保存登記申請に添付する場合に有償でも業としても行うことができる。なお、行政書士については行政書士法第1条の2第2項により他の法律において制限されているものとなるため業として行うことはできない。